# Ytterkervo
Ytterkervo (finska: Alikerava eller Ali-Kerava) är en stadsdel i Kervo i det finländska landskapet Nyland. Ytterkervo består huvudsakligen av ett industriområde. Området ligger söder om Kervo centrum. I Ytterkervo finns bostadsområdena Jaakkola och Myllynummi. År 2014 bodde 246 personer i Ytterkervo (exklusive Jaakkola).
Ytterkervo gränsar i söder till Vanda, i väster till järnvägen (området betjänas av Savio järnvägsstation), i norr till Kervovägen och i öster till Lahtisleden.

## Historia
Historiskt sett har Ytterkervo varit en av Kervos byar, tillsammans med Överkervo, och har omfattat hela södra delen av Kervo. Detta område inkluderade också Korso (ursprungligen "korsgränsen" mellan Ytterkervo, Skavaböle, Hanaböle och Räckhals byar) och Nissbacka (ursprungligen skiftesgården Nissilä) fram till 1954, då de införlivades i Helsinge. Till Ytterkervo hörde även Myras och Svartböle fram till 1850-talet, då de i samband med Storskiftet införlivades i Sibbo.
På en karta från år 1702 anges följande skattegårdar i Ytterkervo: Jäspilä, Täckerman (Hakala), Ollila, Jurfwilla (Jurvala), Jackilla (Jaakkola), Mikkola och Mürkrog (Myras). De övriga ursprungliga gårdarna var Jokimies, Nissilä och Inkilä (samt Myras och Svartböle som överfördes till Sibbo). Överskottsmarken från Storskiftet bildade kronans jordebokshemman nummer 10, Nybacka. Dessutom tillhörde Henriksdal Ytterkervo, även om Henriksdal ligger på östra sidan av Överkervo. Henriksdal införlivades från Sibbo till Kervo år 1857, samma decennium som Myras och Svartböle överfördes från Kervo till Sibbo.

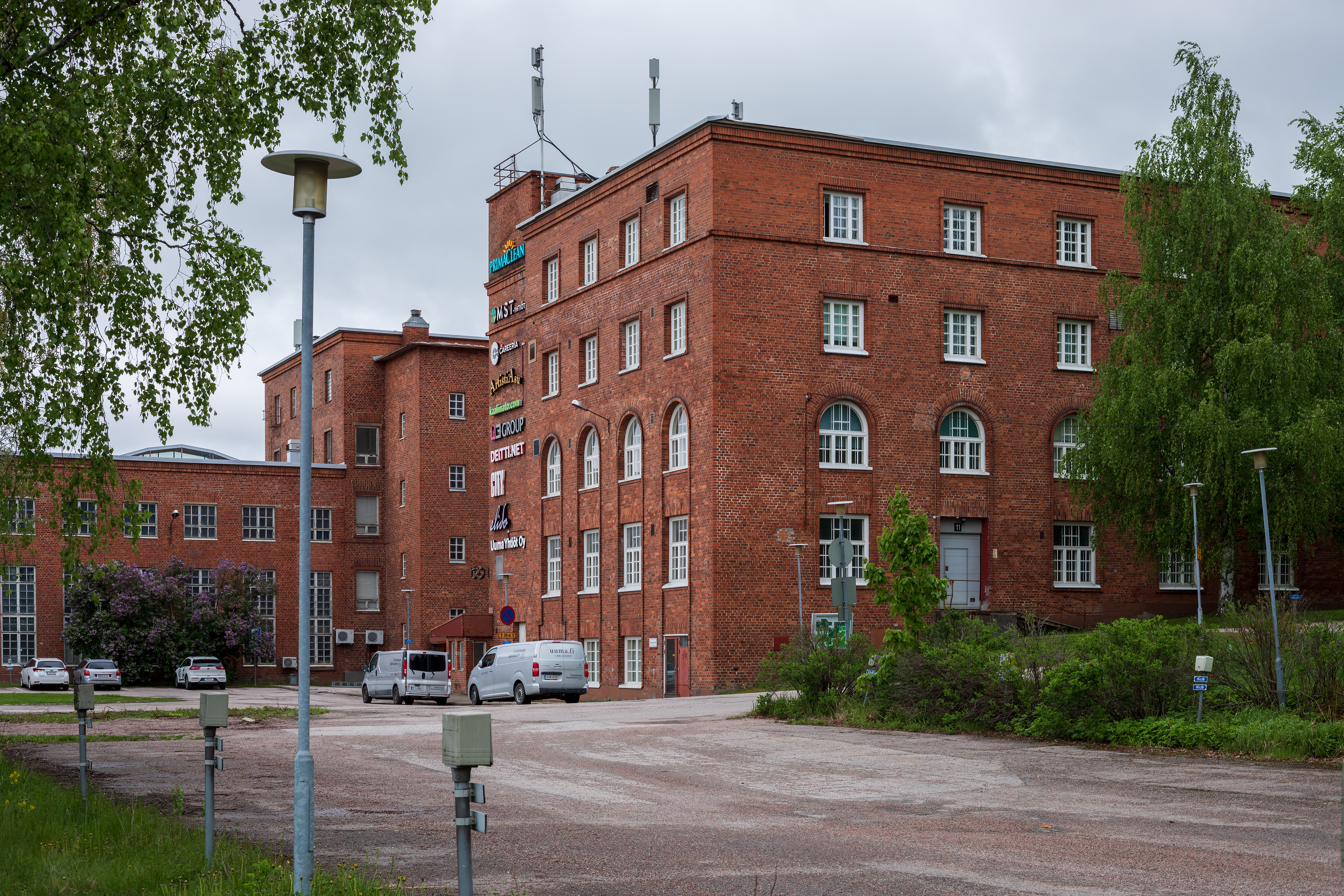
Klondyke-huset i Ytterkervo.

Kervo stads brandstation låg i Ytterkervo mellan 1981 och 2017 varefter brandstationer i Kervo och Tusby sammanlades och flyttades till Tusby ungefär 7 kilometer från den gamla brandstationen i Kervo.
I Ytterkervo, strax öster om Savio järnvägsstation, finns Klondyke-huset, en stor tegelklädd industribyggnad på 30 000 kvadratmeter, där det idag finns ett flertal olika småföretag. På platsen fanns Finlands första tegelbruk från cirka 1860 och det första cementbruket från 1869. De äldsta delarna av den nuvarande byggnaden färdigställdes år 1913 för användning av en läderfabrik som tillverkade skor för första världskriget. Mellan 1925 och 1985 fanns en gummifabrik i byggnaden, vars sista ägare var Nokia.